# Кристи (Оклахома)
Кристи (енгл. Christie) насељено је место без административног статуса у америчкој савезној држави Оклахома.

## Демографија
По попису из 2010. године број становника је 218, што је 52 (31,3%) становника више него 2000. године.
| Група             | 2000.      | 2010.       |
| Белци             | 96 (57,8%) | 131 (60,1%) |
| Афроамериканци    | 1 (0,6%)   | 2 (0,9%)    |
| Азијати           | 0 (0,0%)   | 4 (1,8%)    |
| Хиспаноамериканци | 1 (0,6%)   | 1 (0,5%)    |
| Укупно            | 166        | 218         |